# Eduardo Miño
Eduardo Segundo Miño Pérez (Santiago, 26 de agosto de 1951-Santiago, 1 de diciembre de 2001) fue un obrero chileno y militante del Partido Comunista de Chile, quien en 2001 se inmoló frente al Palacio de la Moneda, en protesta por su condición de desempleado y por las víctimas de la asbestosis.

## Suicidio
El viernes 30 de noviembre de 2001 alrededor de las 11:40, Eduardo Miño entregó una carta a los transeúntes de la Plaza de la Constitución. Luego se infligió una herida en el abdomen, y se prendió fuego con una bolsa que contenía un tarro con líquido inflamable. En ese mismo lugar se realizaba un acto de la Comisión Nacional del Sida (CONASIDA), en el que participaba la ministra de Salud y futura presidenta, Michelle Bachelet. Tras arder por un minuto, Carabineros apostados en el lugar apagaron el fuego con frazadas húmedas y extintores. Miño recibió ayuda de una enfermera que asistía al acto de CONASIDA, a quien le contó que tenía tres hijos y vivía en Maipú. Por cinco minutos estuvo en el suelo de la plaza, intentando ponerse de pie un par de veces, siendo contenido por Carabineros hasta la llegada de la ambulancia.

## Texto de la carta
Eduardo Miño explicaba en la carta las razones por la cual atentaba contra su vida:

A la opinión pública:
Mi nombre es Eduardo Miño Pérez, carné de identidad 6.449.449-K de Santiago. Militante del Partido Comunista. Soy miembro de la Asociación Chilena de Víctimas del Asbesto. Esta agrupación reúne a más de quinientas personas que están enfermas y muriéndose de asbestosis, participan las viudas de los obreros de la industria Pizarreño, las esposas y los hijos que también están enfermos, solamente por vivir en la población aledaña a la industria.
Ya han muerto más de 300 personas de mesotelioma pleural, que es el cáncer producido por aspirar asbesto. Hago esta suprema protesta denunciando:  
1.- A la industria Pizarreño y su holding internacional, por no haber protegido a sus trabajadores y sus familias del veneno del asbesto.
2.- A la Mutual de Seguridad por maltratar a los trabajadores, enfermos y engañarlos en contra de su salud.  
3.- A los médicos de la Mutual por ponerse de parte de la empresa Pizarreño y mentirle a los trabajadores no declarándoles su enfermedad.  
4.- A los organismos de Gobierno por no ejercer su responsabilidad fiscalizadora y no ayudar a las víctimas. Esta forma de protesta, última y terrible, la hago en plena condición física y mental como una forma de dejar en la conciencia de los culpables el peso de sus culpas criminales. Esta inmolación digna y consecuente la hago extensiva también contra: Los grandes empresarios que son culpables del drama de la cesantía, que se traduce en impotencia, hambre y desesperación para miles de chilenos. Contra la guerra imperialista que masacra a miles de civiles pobres e inocentes para incrementar las ganancias de la industria armamentista y crear la dictadura global. Contra la globalización imperialista hegemonizada por Estados Unidos. Contra el ataque prepotente, artero y cobarde contra la sede del Partido Comunista (PC) de Chile. Mi alma que desborda humanidad ya no soporta tanta injusticia.
Eduardo Miño.

## Muerte

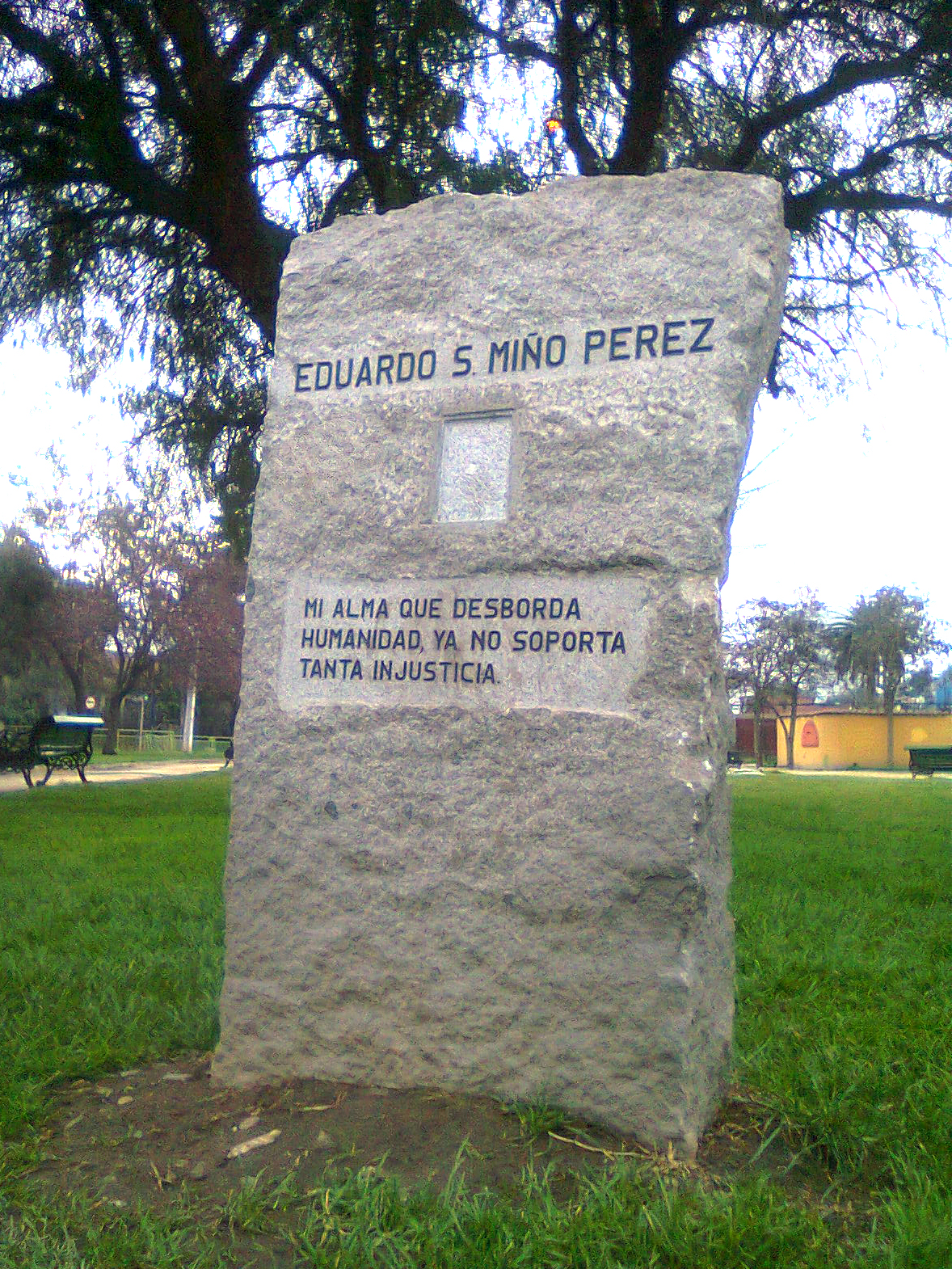
Monolito en memoria de Eduardo Miño en la plaza Los Industriales de Maipú. Incluye la última frase que escribió en su carta de despedida: «Mi alma que desborda humanidad ya no soporta tanta injusticia».

Miño fue llevado de extrema urgencia a la Posta Central, con el 71 % de su cuerpo quemado, la mayoría en tercer grado. Su muerte ocurrió a las 00:10 horas (03:10 GMT) debido a la gravedad de sus lesiones.
Su cuerpo fue velado en la sede de la Central Unitaria de Trabajadores de Chile y posteriormente fue sepultado en el Cementerio Católico de Maipú.

## Homenajes
- El disco Canción de lejos del grupo Los Bunkers, contiene el tema «Miño» que se inspira en este hecho.[5]
- El split con la banda Marcel Duchamp/Doña Maldad tiene una canción de Marcel Duchamp titulada "Espalda", que se basa en suicidio a lo bonzo de Sebastián Acevedo y Eduardo Miño. En el tema se menciona la problemática que existió por la asbestosis.[6]
- El disco Derrumbe y celebración de la banda Tenemos Explosivos, contiene la canción «Cuerpo al aire» en reconocimiento de Eduardo Miño.
- El disco Tránsito de los muertos de la banda Acéfalo contiene un tema llamado «Mi voz en llamas», haciendo referencia a la inmolación de Eduardo Miño y el problema que sufrió él y sus compañeros de trabajo por el asbesto.